# سرگذشت شاهکش
سرگذشت شاهکش (به انگلیسی: The Kingkiller Chronicle) یک سه‌گانه فانتزی نوشته شده توسط پاتریک راتفوس است. نخستین کتاب این مجموعه به نام نام باد در سال ۲۰۰۷ منتشر شد. دنباله این مجموعه با نام ترس مرد فرزانه در سال ۲۰۱۱ چاپ شد. کتاب‌های منتشر شده در این مجموعه بیش از ۱۰ میلیون جلد فروخته‌اند
سرگذشت شاهکش رمانی فانتزی به نوشته پاتریک رافوس (Patrick Rothfuss) است. سرگذشت شاهکش داستان کووث (Kvothe) را بازگو می‌کند، فردی که یک ماجراجو و موسیقیدان است. داستان بصورت سوم شخص روایت می‌شود، ولی بیشتر داستان کووث بصورت اول شخص داستان را به کاتب بازگو می‌کند. سرگذشت شاهکش در واقع قرار است که یک سه‌گانه باشد. دو جلد اول این رمان، نام باد (The Name of the Wind) و ترس مرد دانا (Wise Man’s Fear) منتشر شده است ولی کتاب نهایی همچنان توسط پاتریک رافوس در حال نوشته شدن است. یک کتاب فرعی نیز که در میان کتاب دوم و سوم اتفاق می‌افتد نیز نوشته شده است.

## داستان
داستان دربارهٔ مردی به نام کووت است. ماجراجو، موسیقیدان و جادوگری بدنام که داستان زندگی خود را برای کاتب تعریف می‌کند. کووت، جادوگری بدنام، دزدی چیره‌دست و قاتلی شریر است. اما حقیقت زندگی کووت چیز دیگری است....

این کتاب در قالب «داستان درون داستان» روایت می‌شود. داستان اول که به صورت دانای کل مطرح می‌شود که در آن کووت یک مسافرخانه دار است و برای کاتبی زندگی خود را در سه روز شرح می دهد. داستان دوم که بخش اصلی کتاب را تشکیل می‌دهد، در خاطرات کووت می‌گذرد و به صورت اول شخص روایت می‌شود.

## کتاب‌ها
کتاب های اصلی:
- نام باد
- ترس مرد دانا
- درهای سنگی (منشر نشده)

کتاب های فرعی:
- در باب چیزهای مسکوت
- درخت صاعقه

داستان های کوتاه:
- چگونه راج پیر مرد